# الطوابع والتاريخ البريدي للبرازيل
الطوابع والتاريخ البريدي للبرازيل، كانت البرازيل ثاني دولة في العالم تصدر طوابع بريد ذات صفة رسمية وطنية في عام 1843، بعد اختراعها في المملكة المتحدة في عام 1840.

## تاريخ الطوابع
أدى ظهور طابع البريد اللاصق في أوروبا وتوسعه خارجها إلى استخدامه لأول مرة في البرازيل. لكن هذا الادعاء هو الأقل أهمية. لم يكن مجرد ختم أحدهم لبعض المراسلات وإرسالها إلى البرازيل هو ما منح طابع البريد وظيفته الأساسية في الجمهورية الناشئة. قد يُطرح سؤال: لماذا كانت البرازيل من أوائل الدول أو الأمم التي أصدرت طابعًا بريديًا لاصقًا؟ بالتأكيد، يمكننا الافتراض أنه مع بدء عملية الاستقلال عام 1801 ووصولها إلى ذروتها عام 1822، وفقًا للمؤرخين المعاصرين، كانت لدولة البرازيل الجديدة علاقات دبلوماسية مستقرة مع الملوك البريطانيين.

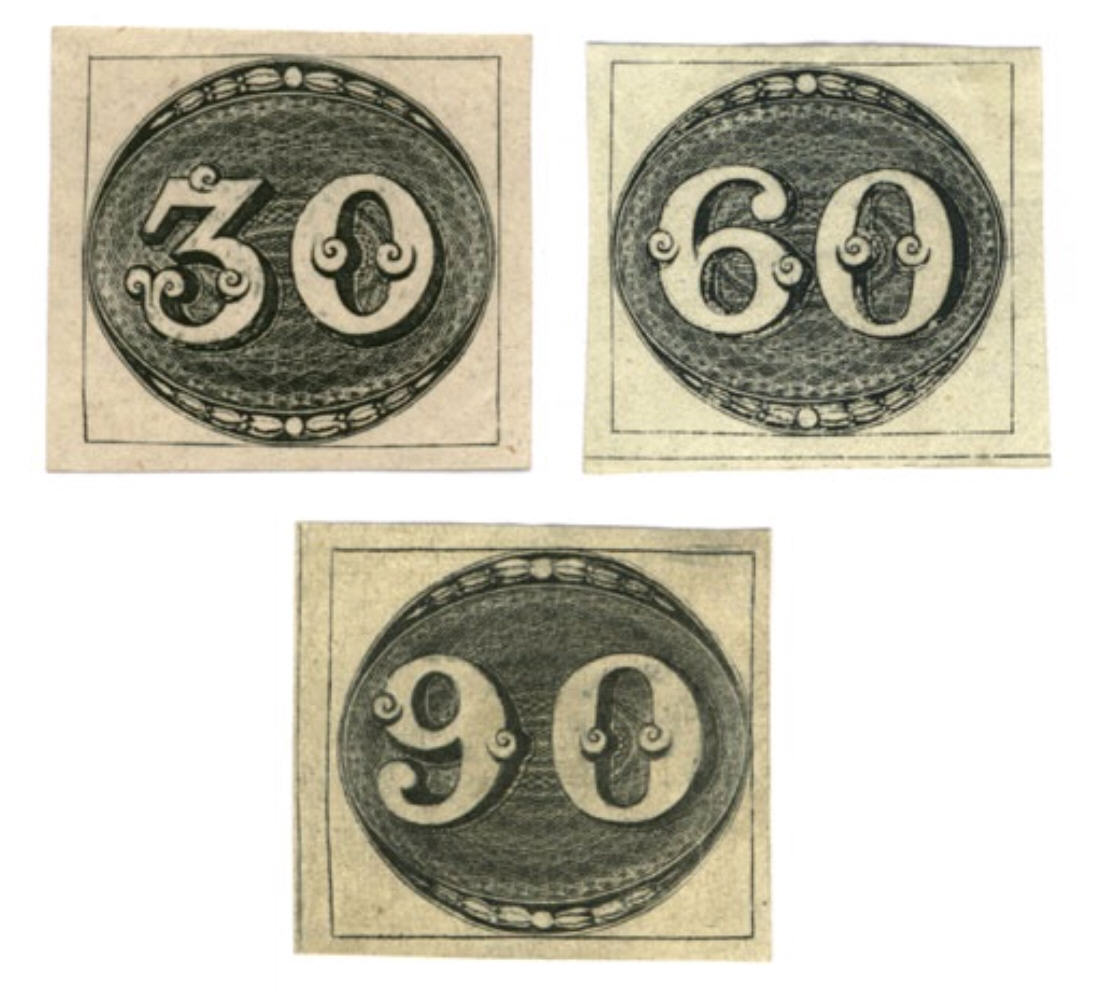
الفئات الثلاثة الأولى من طوابع بريد البرازيل

يزعم بعض المؤلفين أن العلاقات بين البرازيل وإنجلترا، سياسيًا وتجاريًا، كانت أساسية لظهور طابع البريد اللاصق في البرازيل. ويجادل ألتمان بأن البرازيل، بتشجيع من قنصل ذكي في لندن، كانت أول دولة تحذو حذو إنجلترا. وبحسب ألميدا وفاسكيز، فإن العلاقات التجارية والسياسية الوثيقة بين الإمبراطوريتين البرازيلية والبريطانية هي التي أدت خلال هذه الفترة إلى الاستيعاب الفوري تقريبًا للجديد بيننا. يذكر ناجاميني (2004، صفحة 156) أنه مع هزيمة نابليون، لم يعد هناك سبب لبقاء دوم جواو في البرازيل، حيث كانت البرتغال تحت حكم المجلس العسكري البريطاني تحت قيادة المارشال بيريسفورد. يذكر مارسون (1989، صفحة 74) أن البرازيل رضخت لبعض المطالب البريطانية لأن هذهِ المطالب أفادت جزئيًا أعمال بعض رجال الأعمال البرازيليين.
في البرازيل، لعبت مواقف وقرارات معينة، حتى في مواجهة ثورات واسعة النطاق في جميع أنحاء البلاد، دورًا حاسمًا في قبول طابع البريد اللاصق. وكما هو الحال في الحالة البريطانية، هناك وجهات نظر متعددة، سياسية واجتماعية وثقافية، حول الأسباب المحتملة التي أدت إلى إصدار طابع البريد اللاصق في البرازيل.
وكان نظام البريد البرازيلي، الذي أجرى إصلاحات بريدية قبل البرتغاليين بوقت طويل. ومع ذلك، فمن المعروف أن وصول العائلة المالكة إلى البرازيل ساهم في إصلاح واسع النطاق لنظام البريد البرازيلي. وكان تقدم التجارة، وتأسيس الصحافة، وفتح الموانئ شروطًا أساسية لتحسين الاتصالات الملكية.

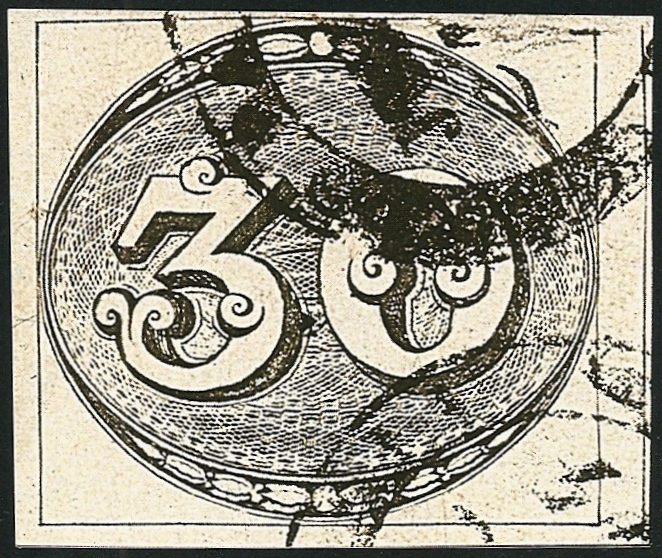
فئة 30

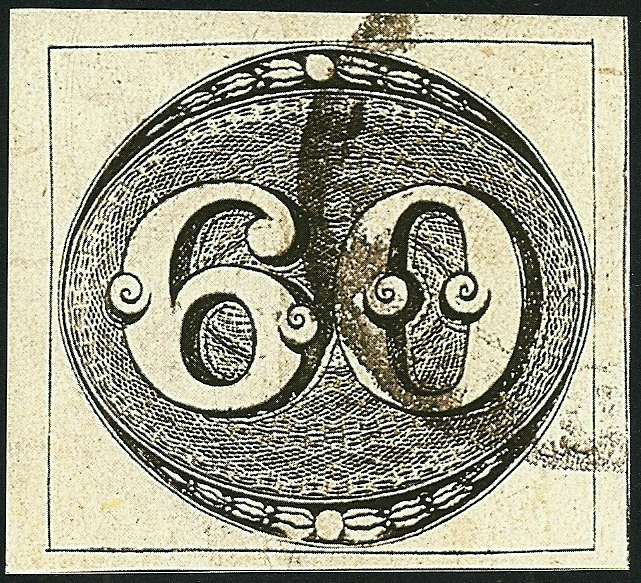
فئة 60

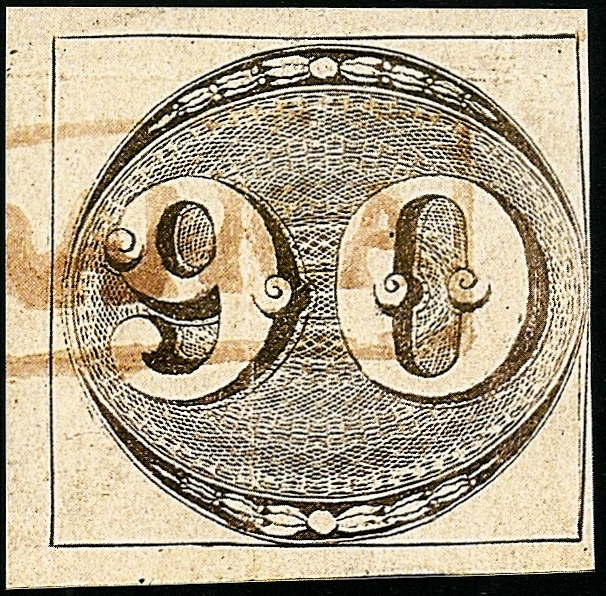
فئة 90

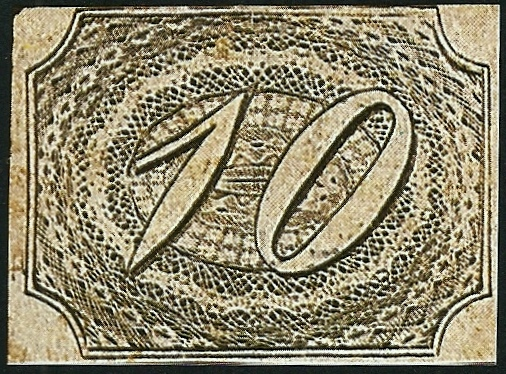
فئة 10

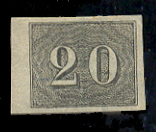
فئة 20

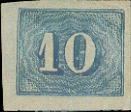
فئة 10

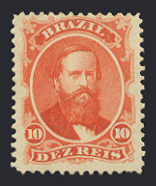
طابع مسنن فيهِ صورة بيدرو الثاني إمبراطور البرازيل

بعد عام واحد من إصدار أول طابع بريد ذاتي اللصق في المملكة المتحدة عام 1840، بدأ العهد الثاني في البرازيل بتتويج دوم بيدرو الثاني في 17 يوليو 1841. في هذا المشهد السياسي والإداري الجديد، وبعد سنوات مضطربة من فترة الوصاية، وافق الوصي الجديد على مرسومين في 29 نوفمبر 1842 - رقم 254 ورقم 255 - ينصان على استخدام طوابع البريد اللاصقة للمراسلات البرازيلية، مع تسليم الرسائل مسبقًا في مكتب البريد الإمبراطوري. وكما هو الحال في المملكة المتحدة، كان إصدار أول طابع بريد ذاتي اللصق في البرازيل إشكاليًا. وكما كان الحال في الخارج، انخرط أشخاص مرتبطون بالإمبراطورية في إنشاء تصميم يمثلها بشكل مناسب. وكان هؤلاء موظفين أو مسؤولين عن مؤسسات مرتبطة بالإمبراطورية، مثل دار سك العملة ومكتب البريد الإمبراطوري وأمانة الدولة الإمبراطورية، إلخ.
يمكننا التأكيد، بهذا المعنى، أن البرازيل الصغيرة تقود البرازيل العظيمة من خلال الصور المطبوعة على طوابع البريد اللاصقة. لم تبدأ ممارسة السلطة، سواءً سياسيةً كانت أم اقتصادية، بالطوابع، ولم تنتهِ بها. بل ركزت مجموعة مختارة من المثقفين والنخبة أيديولوجياتهم وسعت إلى الوحدة السياسية. يتميز طابع البريد اللاصق بكثافة أيديولوجية، لكل سنتيمتر مربع، تفوق أي شكل آخر من أشكال التعبير الإعلامي الثقافي. كان ظهور هذه القطعة الأثرية مدفوعًا بنزاعات سياسية واقتصادية. يصف ألميدا وفاسكيز كيف نشأت مسألة إصدار أول طابع بريدي برازيلي، وكيف تغلبت الحكومة على الموقف، متبعةً نهجًا مختلفًا عن نهج العائلة المالكة البريطانية: في البداية، أرادت الحكومة تقليد أول طابع بريدي بريطاني، باستخدام صورة الإمبراطور بيدرو الثاني. ولتحقيق هذه الغاية، أرسل رئيس الخزانة إلى كاميلو جواو دي فالديتارو، رئيس دار سك العملة، بعض نماذج الطوابع البريطانية لمعرفة ما إذا كان من الممكن استخدام النموذج نفسه هنا. وكان الرد بالإيجاب، على الرغم من عدم امتلاك المؤسسة جميع المعدات اللازمة. ومع ذلك، لفتت رسالة بعث بها الرئيس إلى رئيس الخزانة، تُعرب عن قلقها إزاء النموذج الذي اعتمده التاج البريطاني، الانتباه إلى ما يلي: "[...] بما أن هذا المكتب هو المكان الذي ستُصنع فيه الطوابع أو اللوحات بشكل طبيعي [...]، فقد شعرتُ أنه من واجبي لفت انتباه فخامتكم إلى هذا الشك [...]. في إنجلترا، يُستخدم وجه الملكة كقيمة للضريبة [...]." ومن الشائع بيننا، فضلاً عن كونها غير مناسبة، أن تؤدي إلى تزويرات مستمرة: فهنا، كمبدأ للواجب والاحترام، من المعتاد وضع صورة الملك فقط على الأشياء الدائمة أو تلك التي تستحق التبجيل، وليس أبداً على الأشياء التي بطبيعتها، بعد وقت قصير من صنعها، لابد أن تصبح عديمة الفائدة بالضرورة.
في الأول من أغسطس عام 1843، قام مكتب البريد الإمبراطوري بطرح أول ثلاثة طوابع بريدية برازيلية للتداول في المحكمة، والمعروفة باسم Olhos-de-Boi (أحادية اللون - لون واحد).
صمم هذه الطوابع كارلوس كوستوديو دي أزيفيدو وكوينتينو خوسيه دي فاريا، وطُبعت في دار سك العملة البرازيلية بتقنية الطباعة الغائرة، دون أي انبعاج، باستخدام ألواح نحاسية كقاعدة. يبرز عنصران لفظيان وبصريان: الشيفرة، بدون ألوان، مع تفاصيل جمالية صغيرة (أرقام زخرفية)، بالإضافة إلى خلفية عربية سوداء بيضاوية الشكل. كان المرسوم رقم 255، الصادر في 29 نوفمبر/تشرين الثاني 1842، هو الذي مكّن من إصدارها، والذي نظّمها أيضًا.
بعد انتهاء صلاحية طابع "عين الثور" الرسمي القصير، رتّبت الإمبراطورية البرازيلية، في الأول من أغسطس عام 1844، من خلال المدير العام لمكاتب البريد، وفقًا لماير، طباعة الطوابع بحجم أصغر، على ورق دقيق أرق سمكاً، وبحجم يصعب نزعه تمامًا. وهكذا، وُلدت طابعات "الإنكلينادوس".
يعلّمنا زيوني أن هذا المعيار الجديد، على الرغم من اتباعهِ لنمط التشفير، دون أي تحديد للبلد المصدر، تم تسميته بـ Inclined، على وجه التحديد بسبب التشفير في خطوط منحنية ومائلة. نلاحظ أيضًا أن الأرقام ليست زخرفية، كما هو الحال في طابع "عين الثور". بعد خمس سنوات من التداول، صدر ثالث طابع بريد برازيلي لاصق، وهو طابع "عين الماعز".
صدر هذا الطابع على نفس نمط سابقه: أشكال بيضاء غير مزخرفة على نمط غيوشيه أسود. وخلافًا لسابقه، وُضعت الأشكال على هذه الطوابع عموديًا. ويشير ألميدا وفاسكيز إلى أنه في عام 1854، دخلت سلسلة جديدة من الطوابع للتداول في البرازيل، بأربع قيم: طابعان مُعاد استعمالهما من طوابع "عيون الماعز"، وطابعان أُنشئا نتيجةً لاتفاقية بريدية بين البرازيل وفرنسا في 7 يوليو 1860. تُعرف هذه السلسلة باسم "عين القط" أو الطوابع الملونة.
من الضروري فهم أن البرازيل، خلال الفترة الإمبراطورية، أصدرت طوابع بريدية لاصقة باستخدام أرقام فقط. يمكن استخلاص ملاحظتين من هذا: لم يتبع إصدار الطوابع البريدية البرازيلية، من عام 1843 إلى عام 1866، نمطًا دوليًا قويًا لترسيخ مكانتها كدولة ناطقة من خلال تماثيل الملوك وشعارات النبالة والدروع وأسماء الدول نفسها. حافظ هذا الاختيار على هوية البرازيل، بناءً على نظرة فاحصة على هذه القطع الأثرية، حيث افتقرت إصداراتها إلى أي رمز يشير إلى الإمبراطورية أو يمثلها. يمكن التعرف على تكرار موحد من الأرقام المطبوعة على طوابع البريد البرازيلية اللاصقة من عام 1843 إلى عام 1866. علاوة على ذلك، من المثير للاهتمام ملاحظة أن جميع هذه الطوابع كان لها أيضًا نمط متكرر آخر: تسمياتها التي تشير إلى الحيوانات.

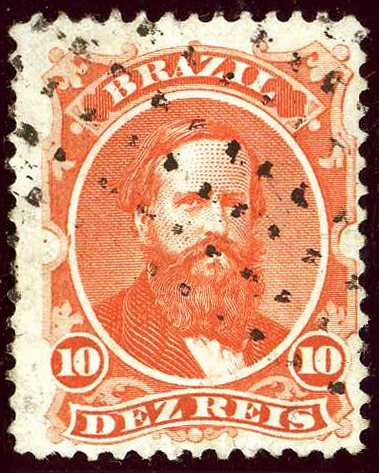
بيدرو الثاني إمبراطور البرازيل ذو اللحية السوداء 1 تموز 1866

وهكذا، بعد 23 عامًا من طباعة الطوابع بنمط مشفر، قررت الإمبراطورية البرازيلية في دار سك العملة أن تطلب من شركة الأوراق النقدية الأمريكية ABCorp، من نيويورك، طباعة طوابع تحمل صورة دوم بيدرو الثاني، بهدف، وفقًا لألميدا وفاسكيز، تعزيز وإضفاء الشرعية على شخصية الملك. في 1 تموز 1866، تمت طباعة سلسلة من ثمانية طوابع، تسمى دوم بيدرو الثاني.
تم نسخ صور هذهِ التماثيل، وفقًا لماير، من الصور التي التقطها ستال ووانشافي في ريو دي جانيرو عام 1865. استمر نمط صور التماثيل الإمبراطورية حتى عام 1888، عندما صدرت آخر قيمة - 700 ريس - من قبل كاسا دا مويدا في ريو دي جانيرو.
في ختام هذا التاريخ الموجز لإصدارات طوابع البريد من إمبراطورية البرازيل، يمكننا القول إنه من عام 1866 إلى عام 1883، صدرت عدة طوابع بريد تحمل صورة الإمبراطور، وهذه المرة ببعض الميزات الجديدة: اسم الدولة (البرازيل)، والمعيار النقدي الحالي (ريس)، والقيمة الاسمية بالحروف (مثل عشرة ريس)، وتنوع أكبر في الألوان، ولأول مرة، كانت طوابع البريد تحتوي على ما يسمى بالثقوب، مما يعني أن فصلها لم يعد يتطلب القطع بالمقص أو شفرات الحلاقة؛ كان من الضروري ببساطة تمزيقها. في الواقع، أثرت التغييرات التي حدثت خلال الفترتين الإمبراطورية والجمهورية البرازيلية بشكل مباشر على إنتاج وتداول طوابع البريد وتصاميمها وتعريفاتها (القيمة الاسمية) وأنواعها. في الوقت نفسه، شكلت طوابع البريد نفسها، بطريقة ما، جزءًا من مجموعة وثائقية تجسد هذه التغييرات.
كان سياق جمع الطوابع في البرازيل مشابهًا إلى حد كبير لسياق الدول الأخرى التي أصدرت طوابع بريدية. وكان توسع التجارة الدولية، والثورات الانفصالية في المستعمرات، والتقدم التكنولوجي، والانتشار الواسع لاستخدام المراسلات، وظهور تجارة الطوابع البريدية البحتة، من بين العوامل التي دفعت الحكومات إلى دراسة الطوابع عن كثب واعتبارها أداةً محتملةً لتعزيز إمكانات الدول في الدعاية والاتصال. وكان هذا هو السياق الذي أدى إلى ظهور طابع البريد التذكاري.
كان أحد الأسباب الرئيسية للتوسع الجامح في إنتاج وتداول واستخدام طوابع البريد التذكارية هو الثورات التي أدت إلى استقلال المستعمرات، وخاصة الأوروبية منها. لم يتخيل أحد أن أحد الإجراءات الأولى لهذهِ الجمهوريات الجديدة سيكون نقل صرخة الحرية من خلال طوابع البريد التذكارية. واجه ظهور طابع البريد التذكاري جميع أنواع الهجمات، بدءًا من الاتهامات بأنهُ خالف لمعيار طوابع البريد المعمول بهِ، سواء تجاريًا أو في عالم هواة جمع الطوابع، إلى عدم تقدير الزخارف المشار إليها على الطوابع الأولى. لم يكن من الممكن تداول طوابع البريد التذكارية دوليًا بموجب قرار الاتفاقية البريدية العالمية التي عقدت في واشنطن (الولايات المتحدة الأمريكية) عام 1897، والتي صودقت في مؤتمر روما عام 1906. فقط نتيجة لمؤتمر مدريد في 13 نوفمبر 1920، تم إلغاء هذا الوضع.
في السياق العالمي، ليس من الواضح أي طابع تذكاري صدر وأين. ومع ذلك، يتذكر ألميدا وفاسكيز نموذجًا صدر في فرنسا عام 1863، يحمل صورة نابليون الثالث متوجًا بالغار - في إشارة إلى انتصارات ماجينتا وسولفرينو. كما يذكران إصدارًا من بيرو عام 1871، يحمل موضوع قاطرة، ويُستخدم في الخدمات البريدية على خط سكة حديد ليم-كاياو-شوريلوس الذي افتُتح مؤخرًا. على أي حال، فإن الطابع الذي يمكن اعتبارهُ تذكاريًا حقًا، بناءً على ما تم شرحه حتى الآن، هو الإصدار الروماني لعام 1891، الذي يخلد الذكرى الخامسة والعشرين لحكم تشارلز الأول.
في البرازيل، صدرت أولى الطوابع التذكارية احتفالاً بالذكرى المئوية الرابعة لوصول البرتغاليين إلى البلاد. صدر هذا الطوابع في الأول من يناير عام 1900، بناءً على اقتراح من جمعية الذكرى المئوية الرابعة لاكتشاف البرازيل. كان هذا بمثابة بداية خدمة الطرود الدولية (بريد الطرود). احتفت الصور الأربع، بطريقة ما، بمشاعر أراد الجمهوريون أن يستشعرها الشعب: رحلة الحرية في البرازيل، التي تجلّت في أربعة أحداث مهمة. تم اختيرت المواضيع المراد طباعتها من خلال مسابقة عامة. تداولت هذهِ الطوابع داخل البلاد فقط، مع الإعفاء من رسوم البريد الوطنية. ساعد بيع 400 ألف نسخة صدرت في تغطية تكاليف الاحتفالات التي أقيمت في جميع أنحاء البلاد.

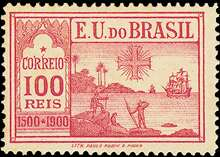
البرازيل 1900 C1

- طابع المئة ريال. لحظة الحرية الأولى. السكان الأصليون على اليابسة، عراة ومسلحون بالأقواس والسهام، يشهدون وصول السفينتين البرتغاليتين. صليب وسام المسيح محفور على السماء والأشرعة. رموز حضارة قادمة لإنقاذ السكان الأصليين من الطبيعة.

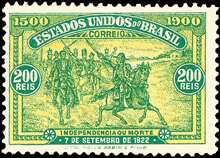
البرازيل 1900 C2

- طابع بريد من فئة 200 رييس. اللحظة الثانية. صرخة إيبيرانغا التي أطلقها دوم بيدرو، الذي يبدو، وهو يمتطي جواده، أشبه بمواطن عادي في ذلك الوقت منهُ بأمير. يرفع سيفه، ويأمر جنوده وخيوله، كما لو كان في مسيرة هجومية. تتناقض هذه الصورة بشكل حاد مع لوحة بيدرو أميريكو الشهيرة، لا سيما في تفاصيل النقش البارز، والمنزل في الخلفية، والملابس. يلفت الانتباه نقش "الاستقلال أو الموت" وتاريخ 7 سبتمبر 1822. طابع بريد ثنائي اللون (متعدد الألوان).

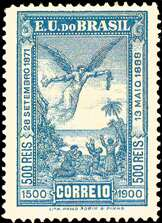
البرازيل 1900 C3

- طابع الـ 500 رييس. اللحظة الثالثة. يُشير تاريخا "28 سبتمبر 1871" و"13 مايو 1888" إلى القانونين اللذين ألغيا العبودية "كليًا" في البرازيل. الملاك المُحرِّر، ذو البنية الجسدية الأكبر من الشخصيات أدناه، يحمل نارًا في يده اليسرى، وفي يده اليمنى سلاسل بروميثيوس المكسورة. يُحلّق فوق قطعة الأرض التي ترقد فيها "عائلة من العبيد"، متلهفةً للحرية التي تحرروها.

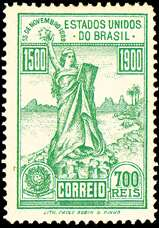
البرازيل 1900 C4

- طابع بريد من فئة 700 رييس. اللحظة الرابعة. لاختتام رحلة الحرية للبلاد وشعبها، يُمثَّل حارس النظام بضوء نجمة، لا تُمس، لكنها تُذكر بمبادئ 15 نوفمبر 1889 المنتصرة. تمثال للحرية الجمهورية المنتصرة، شخصية أنثوية، مغروسة في أرض خصبة. تحمل هذه القطعة الفريدة بصمة شعار النبالة البرازيلي. وقد أقرّ هذا الرمز الوطني رئيس الحكومة المؤقتة آنذاك، المارشال ديودورو دا فونسيكا.[15]

فيما يتعلق بإنتاج وطبع طوابع البريد التذكارية، يُمكن الإشارة إلى أنه جرى على ست مراحل. جميعها مُحددة في المرسوم رقم 500 الصادر في 8 نوفمبر/تشرين الثاني 2005. المرحلة الأولى مُحددة في المادة 4، حيث "تقوم شركة البريد والتلغراف البرازيلية (ECT)، أو كوريوس (Correios)، بجمع مقترحات إصدار الطوابع من المجتمع المدني والهيئات الحكومية، بحلول الأول من يونيو/حزيران من كل عام. ويجب أن تُرفق بها تاريخ يُبرر الإصدار المُعتزم، بالإضافة إلى أهميته على الصعيدين الوطني والدولي".
حيث تتناول المادة 5 المرحلة الثانية، والتي تنص على ما يلي: "تُجري الهيئة تحليلاً أولياً للمقترحات الواردة، لاختيار ما يُلبي الأحكام المنصوص عليها في المادة 3 من هذا المرسوم". وتنص المادة 2، البند الخامس، على أن سبب إصدار طابع بريد هو "تحديد موضوع مُحدد، يُمثل على الطوابع بالصور والمعلومات التي تُشكله". وبناءً على هذا التعريف، تُحدد المادة 3 الزخارف التي يُمكن أن تُشكل طابع بريد تذكاري.
يمكن تلخيص المراحل الأربع التالية على النحو التالي: بعد اختيار اللجنة الوطنية لهواة جمع الطوابع (ECT)، تُرسل المقترحات إلى اللجنة الوطنية لهواة جمع الطوابع (CFN)، التي تختار، وفقًا للمعايير المنصوص عليها في المرسوم، الزخارف التي ستُشكل برنامج الطوابع التذكارية والخاصة السنوي. وتدعو اللجنة الوطنية لهواة جمع الطوابع أعضاء اللجنة الوطنية لهواة جمع الطوابع (CFN)، وهم: رئيس قسم هواة جمع الطوابع ومنتجاته في هيئة البريد البرازيلية (DFIP)، ورئيس هيئة البريد البرازيلية، والمجالس الاستشارية لوزارة الاتصالات ورئاسة الجمهورية، ورؤساء الجمعية البرازيلية للصحفيين المتخصصين في هواة جمع الطوابع (ABRAJOF)، والاتحاد البرازيلي لهواة جمع الطوابع (FEBRAF)، وبيت الطوابع في البرازيل (CMB)، والجمعية البرازيلية لتجار هواة جمع الطوابع (ABCF)، وغيرهم.
من هناك، ترسل اللجنة الأوروبية للطوابع الأسباب المعتمدة في اجتماع اللجنة الوطنية للطوابع إلى وزارة الاتصالات، في انتظار موافقة تلك الوزارة، إلى جانب موافقة الرئيس. بمجرد اكتمال هذه الإجراءات الإدارية، تنشر اللجنة الأوروبية للطوابع إشعارًا لكل إصدار لإبلاغ الدولة بإصدار طوابع البريد وخصائصها. في الواقع، مع استخدام الإنترنت، تصل الدعاية للإصدارات البريدية أيضًا إلى دول أخرى. وبالتوازي مع هذه العملية الرسمية، تكتسب مرحلة أخرى. وهذا يتضمن نشر القوانين المعيارية (المراسيم) في الجريدة الرسمية للاتحاد (D.O.U.) من قبل رئاسة الجمهورية. المراسيم هي وثائق تصدرها الدولة والتي تحدد تفاصيل تصميم الطابع وتخطيطه وعملية الطباعة والمراحل المختلفة لإصداره العام والأبعاد والزخارف والقيم. وهذا ليس هو نفس الوثيقة مثل الإشعار الذي نشرته اللجنة الأوروبية للطوابع.
كما نسخت دول أخرى طوابع البريد الأولى الصادرة في بريطانيا العظمى، قامت جميع الدول الأعضاء في الاتحاد البريدي العالمي بنسخ طابع البريد التذكاري لأسباب اقتصادية وسياسية وأيديولوجية. ومنذ التجارب الأولى لطوابع البريد التذكارية، أصبح إصدار نسخ موضوعية مميزة ومتنوعة ممارسةً سائدةً في جميع إدارات البريد حول العالم. ونظرًا لاستحالة جمع الطوابع عالميًا، أو حتى جمع جميع القطع من بلد واحد، وهو أمر كان شائعًا في الفترة المبكرة من الجمهورية، ظهر شكل من أشكال جمع الطوابع البريدية يدعم معيار العالمية: وهو الجمع الموضوعي.

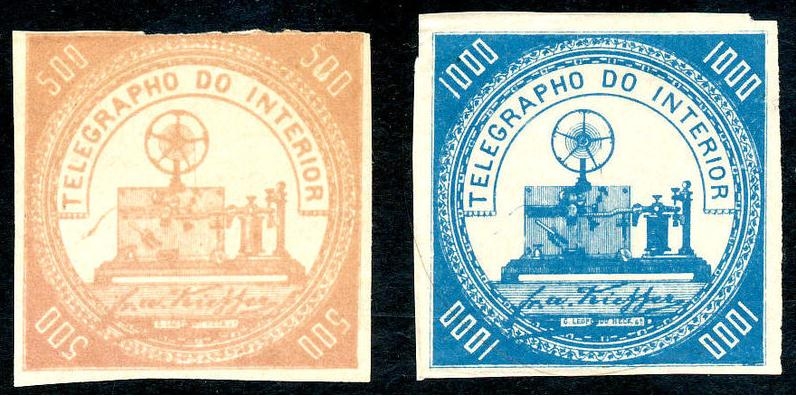
طوابع التلغراف للبرازيل عام 1871

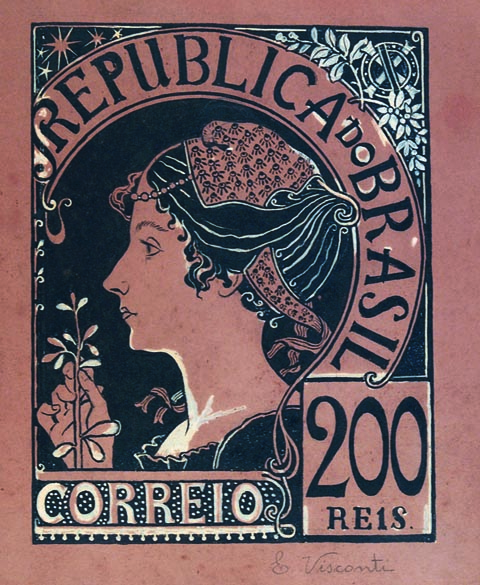
طابع بريدي بقيمة 200 رييس 1903

بعد ثلاث سنوات من إصدار الطوابع في الأول من يناير عام 1900، وبفضل جهود السيد إرنستو بينتو دي أزيريدو كوتينيو من المديرية العامة لمكتب البريد، أقامت المديرية العامة مسابقة لتصميم طوابع جديدة وصيغ بريد أخرى لخدمة البريد الأمريكية في البرازيل. شارك الرسام إليسيو فيسكونتي في ثلاث مسابقات لطوابع البريد وبطاقات الرسائل، بإجمالي ستة عشر تصميمًا، وأُعلن فائزًا في يناير عام 1904. لم تُنفذ تصميمات طوابع البريد الخاصة بفيسكونتي أبدًا، ويفترض أن ذلك يرجع إلى نقص الموارد. ومع ذلك، فقد تجلى قبولها من قبل الصحافة المتخصصة، بما في ذلك في أوروبا وأمريكا، من خلال عدد المرات التي نُشرت فيها، بما في ذلك في المجلة الفرنسية الإليوستراسيون، التي أعادت إنتاج جميع تصميمات فيسكونتي مع الثناء في عددها الصادر في 12 نوفمبر عام 1904. لطالما ركّز فيسكونتي على المرأة كبطلة رئيسية، ومثّل أهم الأحداث في تاريخ البرازيل، كما أشاد بالفنون والتجارة والصناعة والمراسلات والكهرباء والطيران. وعلّق غونزاغا دوك، أهم ناقد فني في ذلك الوقت، في مقال بمجلة كوزموس قائلاً: "إن سلسلة البطاقات البريدية الرائعة للسيد إليسيو فيسكونتي ستُضفي على أي أمة سمعة مرموقة في مجال طوابع البريد. إنها في الحقيقة مجموعة استثنائية، لا مثيل لها في أوروبا العريقة".

## روابط خارجية
- الموقع الإلكتروني لقسم علوم المعلومات (DCI) في الجامعة الفيدرالية في بيرنامبوكو (UFPE)
- تصميمات الطوابع من تصميم إليسيو فيسكونتي لمسابقة عام 1903